# Alampla arcifraga
Alampla arcifraga är en fjärilsart som beskrevs av Edward Meyrick 1914. Alampla arcifraga ingår i släktet Alampla och familjen Immidae. Inga underarter finns listade i Catalogue of Life.